# (There'll Be Bluebirds Over) The White Cliffs of Dover
(There'll Be Bluebirds Over) The White Cliffs of Dover est une chanson populaire de la Seconde Guerre mondiale composée en 1941 par Walter Kent et Nat Burton (paroles). Rendu célèbre dans la version de 1942 interprétée par Vera Lynn, c'était l'un des enregistrements les plus connus de Lynn et parmi les airs les plus populaires de la Seconde Guerre mondiale.

## Reprises
The Checkers, un groupe américain, a sorti une version R&B de la chanson en 1953 qui est devenue très populaire. Les autres artistes qui ont enregistré la chanson incluent : Connie Francis, Bing Crosby, Ray Conniff, Jim Reeves, Acker Bilk, The Righteous Brothers, Steeleye Span, Bert Kaempfert et The Hot Sardines sur leur premier album sorti en 2014. 
Dans les années 1990, le duo pop britannique Robson & Jerome a enregistré la chanson dans le cadre d'une double sortie en face A avec la chanson Unchained Melody; le single est resté No.1 pendant sept semaines au Royaume-Uni, se vendant à plus d'un million d'exemplaires et en faisant également de la chanson numéro un avec le titre le plus long. Les Jive Aces ont sorti une version swing en 2005 (similaire à l'arrangement d'Acker Bilk).
Le 18 février 2009, un article du Daily Telegraph a annoncé que Vera Lynn poursuivait le British National Party (BNP) pour avoir utilisé sa version de "The White Cliffs of Dover" sur un album anti-immigration sans sa permission.
Le 12 octobre 2009, Ian Hislop a présenté une émission d'une demi-heure sur la chanson sur BBC Radio 4.
Le 9 mai 2015, Elaine Paige a interprété la chanson lors du VE Day 70: A Party to Remember au Horse Guards Parade à Londres.